# Ляга-Вож (притока Иджид-Ляги)
Ля́га-Вож або Лягаво́ж або Лязаво́ж (рос. Ляга-Вож, Лягавож, Лязавож) — річка в Республіці Комі, Росія, ліва притока річки Иджид-Ляга, лівої притоки річки Ілич, правої притоки річки Печора. Протікає територією Троїцько-Печорського району.
Річка починається на північно-східних схилах хребта Яни-Пулуньєр (Иджид-Болбаноїз) хребта Поясовий Камінь. Протікає на північний схід, північ, північний захід, північний схід та північний захід.
Притоки:
- ліва — Ангріп